# Saison 1931-1932 de la Can-Am
Saison précédente Saison suivante
La saison 1931-1932 est la sixième saison de la Canadian-American Hockey League. Six franchises jouent chacune 40 rencontres. Les Reds de Providence remportent le Trophée Henri Fontaine en battant les Tigers de Boston en 3 matches en séries éliminatoires.

## Saison régulière
| Clt   | Équipe                 | PJ | V  | D  | N | BP  | BC  | Pts |
| ----- | ---------------------- | -- | -- | -- | - | --- | --- | --- |
| +001, | Reds de Providence     | 40 | 23 | 11 | 6 | 138 | 108 | 52  |
| +002, | Cubs de Boston         | 40 | 21 | 16 | 3 | 116 | 108 | 45  |
| +003, | Eagles de New Haven    | 40 | 19 | 15 | 6 | 113 | 75  | 44  |
| +004, | Tigers du Bronx        | 40 | 18 | 15 | 7 | 94  | 90  | 43  |
| +005, | Arrows de Philadelphie | 40 | 13 | 22 | 5 | 85  | 114 | 31  |
| +006, | Indians de Springfield | 40 | 10 | 25 | 5 | 85  | 136 | 25  |

- En gras : champion de la saison régulière
- En italique : qualifié pour les séries

## Séries éliminatoires
Les Reds de Providence battent les Cubs de Boston en trois matches en finale des séries éliminatoires.
|  | 1er tour | 1er tour            | 1er tour | 1er tour       |   |                    | Finale | Finale | Finale | Finale |
|  |          |                     |          |                |   |                    |        |        |        |        |
|  |          |                     |          |                |   |                    |        |        |        |        |
|  | 1        | Reds de Providence  | 7        | 7              |   |                    |        |        |        |        |
|  | 1        | Reds de Providence  | 7        | 7              |   |                    |        |        |        |        |
|  | 4        | Tigers du Bronx     | 5        | 5              |   |                    |        |        |        |        |
|  | 4        | Tigers du Bronx     | 5        | 5              | 1 | Reds de Providence | 3      | 3      |        |        |
|  |          |                     |          |                | 1 | Reds de Providence | 3      | 3      |        |        |
|  |          |                     | 2        | Cubs de Boston | 0 | 0                  |        |        |        |        |
|  | 2        | Cubs de Boston      | 2        | Cubs de Boston | 0 | 0                  | 8      | 8      |        |        |
|  | 2        | Cubs de Boston      |          |                |   |                    |        | 8      |        |        |
|  | 3        | Eagles de New Haven | 6        | 6              |   |                    |        |        |        |        |
|  | 3        | Eagles de New Haven | 6        | 6              |   |                    |        |        |        |        |